# Granulina guanajatabey
Granulina guanajatabey is een slakkensoort uit de familie van de Marginellidae. De wetenschappelijke naam van de soort werd in 2003 gepubliceerd door Espinosa & Ortea.